# Ziarul de Duminică

Ziarul de Duminică este o publicație săptămânală din România, lansată pe 26 mai 2000, în cadrul târgului de carte Bookfest, ca supliment cultural al cotidianului economic Ziarul Financiar.
Conform lui Dan C. Mihăilescu, Ziarul de Duminică este publicația care semnalează cele mai multe apariții editoriale din România.
În cronici, recenzii, fragmente, interviuri, semnale sau reportaje culturale, cam 1.100 de titluri sunt prezentate anual în Ziarul de Duminică.
Stelian Țurlea, editorul senior, povestește într-un interviu  luat de poetul Mihail Galațanu apariția acestui ziar:
"În aproape 14 ani a avut sute și sute de interviuri și confesiuni cu cei mai importanți oameni de cultură ai țării, au semnat în acest ziar condeiele cele mai bune ale țării. Sunt editor senior al ziarului pentru că n-am știut cum să-mi spun și nu voiam să-mi zic director și nici redactor șef, în funcția asta îl pusesem pe poetul Ioan Es Pop. Am orgoliul să spun că „Ziarul de duminică” e creația mea, de la A la Z, eu l-am inventat, Dana Frățilă, de multă vreme plecată în Noua Zeelandă, mi-a înțeles gândurile și i-a dat forma grafică – și așa a rămas, neschimbat, din mai 2000. Sunt mândru de „Ziarul de duminică”, așa că și dacă n-ar fi mare brânză, eu tot aș fi mândru. Istoria lui e și ea formidabilă. Ideea apăruse la începutul anului 1999, îi aparținea, firește, lui Adrian Sârbu, care uimea pe toată lumea cu dorința sa de înnoire, nu numai în televiziune. Oricum, în primăvara anului 1999 am început să strâng echipa, cu care să gândim sumare, format și toate celelalte. În timp ce Data Media făcea studiile de impact și cercetare a pieței. „Ziarul de duminică” era conceput ca un fel de „Sunday Times” românesc, un săptămânal enorm de 64 de pagini, format mare, alcătuit din opt fascicule pe domenii de interes. Un asemenea săptămânal trebuia să fie o sinteză a tuturor celorlalte săptămânale și publicații, să cuprindă: viață politică internă, viața politică externă, viață culturală, afaceri sau economie, istorie, fragmente incitante din cărțile interesante pe cale de apariție, documente revelatoare, ceva sport, distracții, modă și hobbyuri; pus în vânzare vineri după-amiază sau cel mai târziu sâmbătă dimineața, el ar fi asigurat lectura de sfârșit de săptămână a întregii familii, fiecare membru al ei găsind ceva care să-l atragă și să-l determine să-l cumpere, poate chiar să păstreze, să arhiveze fascicole; în condițiile economice dificile din acel an, cei care n-aveau bani să-și cumpere zilnic mai multe ziare sau să-și cumpere ziare zilnic, puteau avea acest săptămânal -  în care să găsesască întrega informație politico-socială internă și externă dintr-o săptămână. Publicația trebuia să copleșească cititorul și concurența prin abundența de material din toate domeniile, informații exacte și multe, bine scrise. Limbajul trebuia să fie simplu, sobru, concis. Cred că cel mai important element de atracție era existența mai multor fascicule, care permiteau membrilor familiei să-și aleagă fiecare suplimentul pe care voia să-l citească, altfel spus, să nu aștepte până când unul dintre ei termina de citit întreaga revistă. Era limpede că un asemenea ziar nu exista și nu existase în România. Era „un altfel de ziar”. Echipa era mare, dar nu uriașă, pentru că reușisem să adun pentru fiecare fascicol oameni foarte pricepuți pe domeniul respectiv, practic erau șapte sau opt mini-redacții în paralel. Reușisem să aduc lângă mine condeie extraordinare, care au continuat după aceea să bucure cititorii la publicațiile la care s-au răspândit. Pe lângă cei din București, stabilisem o rețea de corespondenți în țară. Nu dau, deocamdată, nume. Îl convinsesem și pe Nicolae Manolescu să mi se alăture în conducerea acestui gigant și a făcut-o cu bucurie.
La sfârșitul lunii august am hotărât să tipărim un număr de probă, în septembrie a fost o activitate febrilă de pregătire, în octombrie numărul 0 a fost tipărit – un ziar cu o machetă fixă, în așa fel să știi că la pagina cutare, în colțul cutare, vei găsi anume rubrică cu anume subiect, fiecare pagină cu multe fotografii etc. Și am aflat cu toți cât de îngrozitor de dificilă era construirea unui asemenea ziar și cât de costisitor era. Dar n-am abandonat. Proiectul enorm a fost doar suspendat și în așteptarea unor vremuri mai bune din punct de vedere financiar, am hotărât să plecăm la drum cu un singur fascicol, cel care ar fi stârnit cele mai mai surprize – cel cultural. Adică fasciculul cultural să devină suplimentul cultural al „Ziarului financiar”, o apropiere aparent ciudată, dar foarte firească între oamenii de afaceri și oamenii de cultură. Au urmat alte luni de reașezare, încheiate cu apariția, la 26 mai 2000, a „Ziarului de duminică”. „Ziarul de duminică” a devenit un brand.''" 